# Estante
Estante é um bloco de um armário. 

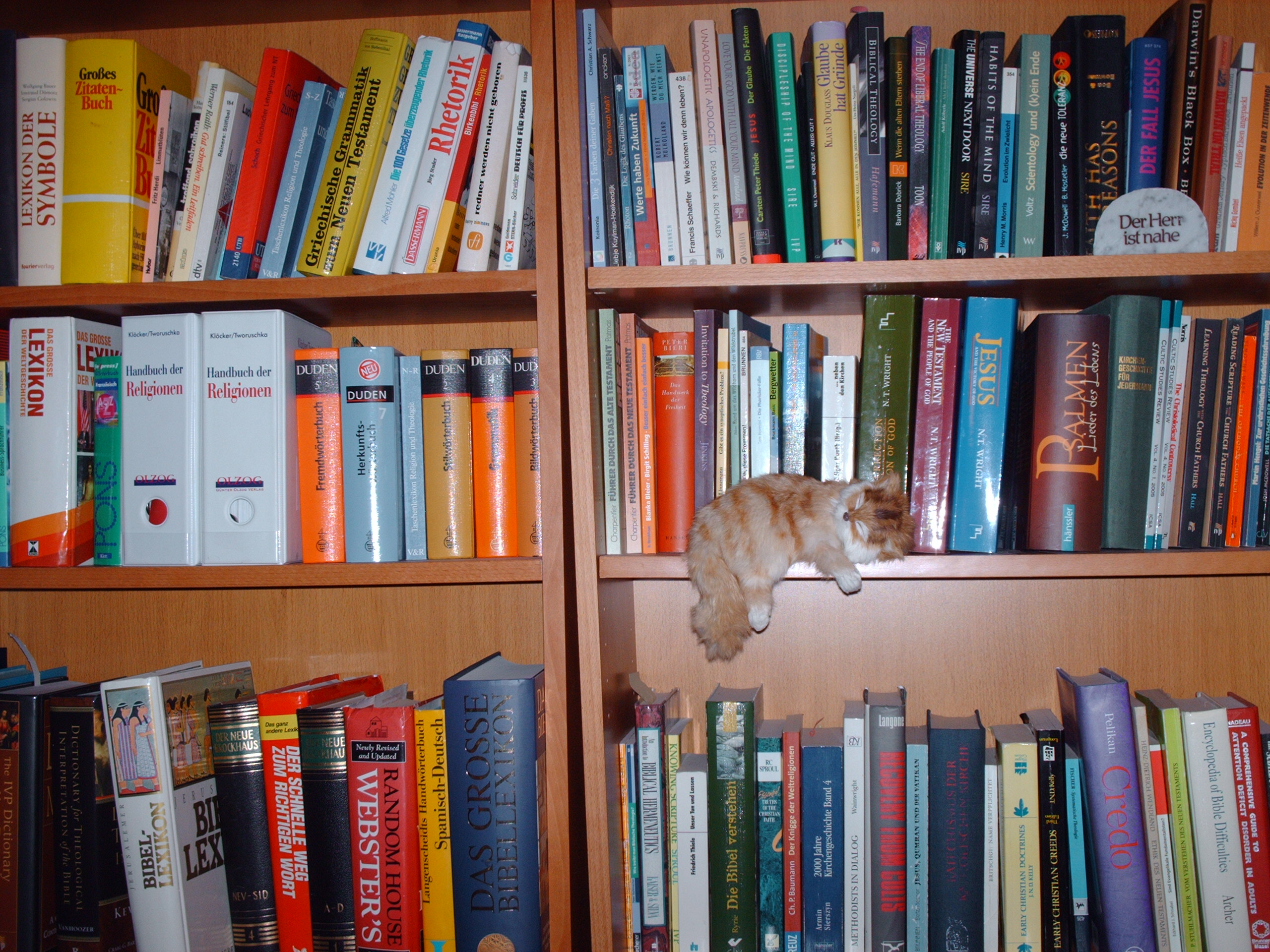
Estante de livros com um gato apoiado nela

Em geral esse espaço é utilizado para guardar objetos variados, como livros, enfeites, documentos etc.